# راشد مهیر
راشد مهیر (انگلیسی: Rashed Muhayer؛ زادهٔ ۲۰ فوریهٔ ۱۹۹۴) بازیکن فوتبال اهل امارات متحده عربی است.